# (11413) Catanach
(11413) Catanach (1999 JG21) – planetoida z grupy pasa głównego asteroid okrążająca Słońce w ciągu 3,53 lat w średniej odległości 2,32 j.a. Odkryta 10 maja 1999 roku.